# Hyundai Inster
Hyundai Inster — электромобиль на базе Hyundai Casper, впервые представленный в 2024 году.

## Описание
Впервые Hyundai Inster был представлен 27 июня 2024 года в Пусане. В Южной Корее автомобиль называется Hyundai Casper Electric, а в Европе — Hyundai Inster. По словам Hyundai, Inster — сочетание «интимного» и «иновационного».
В Европе Inster позиционируется между сегментами A-SUV и B-SUV. На начало 2025 года продажи Hyundai Casper Electric/Inster намечены в Японии и в Австралии.
В отличие от Hyundai Casper, у Hyundai Inster длина увеличена на 230 мм, а колёсная база — на 180 мм. Ширина также увеличена на 15 мм.

## Технические характеристики
| Логотип Hyundai Motor                       | Hyundai Inster                     | Hyundai Inster                     |
| Логотип Hyundai Motor                       | 42 кВт⋅ч                           | 49 кВт⋅ч                           |
| ------------------------------------------- | ---------------------------------- | ---------------------------------- |
| Тип двигателя                               | Синхронный с постоянными магнитами | Синхронный с постоянными магнитами |
| Мощность (л. с.) [кВт]                      | 97 (71)                            | 115 (84)                           |
| Крутящий момент (Н⋅м)                       | 147                                | 147                                |
| Максимальная скорость (км/ч)                | 140                                | 150                                |
| 0—100 км/ч (сек.)                           | 11,7                               | 10,6                               |
| Аккумулятор                                 |                                    |                                    |
| Тип                                         | Литий-ионный                       | Литий-ионный                       |
| Ёмкость (кВт⋅ч)                             | 42                                 | 49                                 |
| Запас хода (WLTP) (км)                      | 300                                | 355                                |
| Мощность зарядки                            |                                    |                                    |
| Однофазный переменный ток (кВт)             | 7,4                                | 7,4                                |
| Трёхфазный переменный ток (кВт)             | 11                                 | 11                                 |
| Постоянный ток (кВт)                        | 120                                | 120                                |
| Время перезарядки                           |                                    |                                    |
| До 120 кВт (постоянный ток) (от 10 до 80 %) | 30 минут                           | 30 минут                           |

## Галерея
- Вид сзади
- Интерьер
- Моторный отсек
- Багажник
- Задний ряд сидений